# Nicolaas Westendorp
Nicolaas Westendorp (ook Nikolaas en Nicolaus), (Farmsum, 11 februari 1773 - Losdorp, 5 juli 1836), was een predikant en oudheidkundige in de provincie Groningen. Westendorps vader Hans Westendorp was onderwijzer te Farmsum. De zoon studeerde theologie aan de Hoogeschool in Groningen. Als predikant stond hij in Sebaldeburen en Losdorp. Hij huwde in 1799 de koopmansdochter Roelina Santée (ca. 1771-1847) uit Nietap, weduwe van ds.  Abraham Albert Cremer te Grootegast. Het echtpaar kreeg vijf dochters, waarvan er twee jong overleden. 
Naast predikant was Westendorp tevens schoolopziener. Hij is met name bekend geworden door zijn publicaties over archeologische, oudheidkundige en godsdiensthistorische onderwerpen waaronder een geschiedenis van de provincie Groningen tot 1493, bekend als de Jaarboeken van Nikolaas Westendorp. 
Westendorp gold als een van de pioniers van de Nederlandse archeologie. Van 1819 tot 1826 gaf hij het tijdschrift Antiquiteiten uit, waarin hij lange bijdragen schreef. Hij hield zich onder andere bezig met hunebedden en ontwikkelde de theorie dat alle megalitische monumenten door de Kelten zouden zijn gebouwd.
Hij was erg belezen, maar zijn bijdragen getuigden volgens geleerde tijdgenoten van weinig kritisch besef. Het verhaal gaat dat de Leidse universiteit hem heeft benaderd voor een leerstoel, maar dat hij de aanstelling had afgewezen toen hij begreep dat zijn vrouw in Leiden haar kap met gouden oorijzers niet zou kunnen dragen.  
Als schoolopziener nam hij het initiatief tot de oprichting van onderwijzersgezelschappen, en stimuleerde vanuit de Provinciale Commissie van Onderwijs het opstellen van plaatsbeschrijvingen, de zogenaamde Schoolmeestersrapporten van 1828. Hierin werd veel plaatselijke informatie verzameld die als basis diende voor naslagwerken en woordenboeken, alsmede voor de geologische kaart van de provincie Groningen. Ook zijn bewerking van de Beknopte aardrijks- en geschiedkundige beschrijving der provincie Groningen (2e dr. 1839), geschreven door de onderwijzer Hendrikus Kremer uit Finsterwolde, gold lange tijd als een standaardwerk.
Naast zijn oudheidkundige werk publiceerde hij ook over theologische onderwerpen, onder andere een vertaling van de conservatieve Berlijnse hofpredikant Rulemann Friedrich Eylert en een geschrift tegen de speculatieve gedachten van de Zuid-Nederlandse predikant Johannes Deussen. Verder gaf hij een opvoedkundig kinderboek uit.

## Publicaties
- Eerste leerrede, gehouden in de Nieuwe Kerk te Sebaldeburen, Groningen 1809
- 'Verhandeling ter beantwoording der vrage: Welke volkeren hebben de zoogenoemde hunebedden gesticht. In welke tijden kan men onderstellen, dat zij deze oorden hebben bewoond?', in: Letter- en Oudheidkundige Verhandelingen van de Hollandsche Maatschappij der Wetenschappen te Haarlem 1 (1815), p. 233-376 (ook als afzonderlijke publicatie, Groningen 1822)
- Godsdienstig geschenk, voor kinderen mijner gemeente, Groningen 1817
- Over eenen ontdekten grafheuvel, te Termunterzijl, Groningen 1819
- 'Over het oud runisch letterschrift en ontdekte sporen van hetzelve in ons land', in: Verhandelingen van de Maatschappij der Nederlandsche Letterkunde te Leyden 3, 2e stuk (1824), p. 137-180
- Verhandelingen over onderwerpen uit het gebied der oudheidkunde en godenleer, Delft 1826
- 'Verhandeling over de vraag: Eene beknopte voordragt van de Noordsche mythologie, ontleend uit de oorspronkelijke gedenkstukken, en met aanwijzing van het gebruik dat hiervan in de Nederlandsche Dichtkunde zou kunnen gemaakt worden?', in: Nieuwe Werken van de Maatschappij der Nederlandsche Letterkunde te Leyden 2, 1e en 2e stuk (1829-30), p. 1-590
- Jaarboek van en voor de provincie Groningen, Groningen 1829-1832, deel 1, deel 2
- Bijzonderheden uit de geschiedenis der Hervorming in de provincie Groningen tussen 1545 en 1580, Groningen 1832 (betreft de kroniek van Abel Eppens)
- Algemeen overzigt der Romeinsche oudheden in de Noord-Nederlanden, Groningen 1847